# کرکیخان
کَرکیخان روستایی است از توابع شهرستان بروجرد در استان لرستان. این روستا در دهستان گودرزی در بخش اشترینان این شهرستان قرار دارد.

## جمعیت
بنابر سرشماری مرکز آمار ایران، جمعیت کرکی‌خان در سال ۱۳۸۵ برابر با ۱۶۴۸ نفر بوده‌است که از این میان ۸۲۰ نفر مرد و بقیه زن بوده‌اند. این روستا ۵۴۰ خانوار دارد.